# حادثه معبد هونکوکو
حادثه معبد هونکوکو (به ژاپنی: 本圀寺の変); به حمله سه ژنرال میوشی (ایواناری تومومیچی، میوشی ناگایاسو و میوشی سوی) به مقر شوگون پانزدهم آشیکاگا یوشی‌آکی در معبد هونکوکو در کیوتو در ۳۱ ژانویه ۱۵۶۹ اشاره دارد.